# Reseda suffruticosa
Reseda suffruticosa là một loài thực vật có hoa trong họ Resedaceae. Loài này được Loefl. miêu tả khoa học đầu tiên năm 1766.